# Louis Delluc
Louis Delluc (Cadouin, 14 de outubro de 1890 — Paris, 22 de março de 1924) é um cineasta, argumentista e crítico francês.
Em homenagem a ele foi atribuído o seu nome ao Prémio Louis-Delluc, que premeia o melhor filme francês anualmente.